# Баксанская битва
Баксанская битва или Битва у «крымских стен» — двухдневное сражение между кабардинским войском во главе с главным князем Большой Кабарды — Исламом Мисостовым и крымскотатарским войском во главе с султанами — Бахты-Гиреем и Мурат-Гиреем, произошедшее 26-28 апреля 1729 года в ущелье реки Баксан.

## Ход событий
На исходе 1728 года, Крымское ханство начало подготовку к крупному походу на княжество — Большая Кабарда, во главе которого к тому моменту стоял потомок князя Пшеапшоко — Ислам Мисост. В конце марта 1729 года крымские войска под командованием султанов Бахты-Гирея и Имеат-Гирея выступили в поход. В конце апреля того же года, они действовали уже в центре Кабарды. Численность выступавших крымских войск установить сложно, однако Ю. Клапрот в своё время писал, крымцы тогда «вступили в Кабарду с мощной армией».
Приготовившиеся к отпору агрессии, кабардинцы во главе с князем Мисостом избрали основным оборонительным рубежом «крымские стены», в ущелье реки Баксан. О том, что эти искусственные сооружения были весьма внушительными, свидетельствует тот факт, что спустя более полувека после данных событий они весьма четко выделялась на фоне окружающего рельефа. Так, в 1785 году премьер-майор А. Ураков в своем описании Кабарды указывал: 

«Речка Бру, блис которой была сделана каменная осада („крымская стена“), веденная от горы до реки Баксана. Ручей именуемый Каноко, ущелье называемое Женхотово, где сделана была кабардинцами ради воспрепятствования от бывших крымских военных действий осада, веденная от гор до реки Баксана»
.
26—27 апреля татарские войска подошли к «крымским стенам» и начали их штурм, в результате чего было развёрнуто двухдневное сражение в Баксанском ущелье. На второй день крымцы потерпели сокрушительное поражение и стали отступать. В результате преследования татар, черкесам удалось ликвидировать командующих войсками противника. В летописи крымских государей было написано — «В год 1141-й (1729 г.) Бахти-Герей султан и его брат Мурад-Герей Султан стали мучениками среди черкесов в Кабарде, в 28 день священного Рамадана».
Длительность сражения, продолжавшегося два дня подряд, возможно, указывает на особое упорство, проявленное враждующими сторонами в ходе битвы. Обычно такие длительные «баталии» были возможны тогда, когда стороны концентрировали значительные ресурсы, обеспечивавшие постепенный ввод в бой свежих сил. Большая Кабарда обладала такими возможностями только при условии тотальной мобилизации населения. В отличие от Канжальской битвы, кабардинские войска разгромили крымскую армию не в результате молниеносной ночной атаки (хотя и тогда эта битва являлась лишь венцом военной кампании 1708 года), деморализовавшей её, а в ходе упорного, вязкого сражения, потребовавшего привлечения всей военной мощи княжества. По замечанию генерал-фельдмаршала В. В. Долгорукова, кабардинцы «сами собою немалою отвагою и трудом освободилися» тогда от крымской угрозы.
При этом победа кабардинских войск под «крымскими стенами» 26-28 апреля 1729 года не обеспечила прекращения крымских походов в Кабарду.
По другим данным, обстоятельства гибели Бахты-Герая были иные. Согласно сведениям, поступившим в Военную коллегию, весной 1729 года, Бахты-Гирей с небольшим отрядом отправился к темиргоевцам — «для взятья от них обыкновенной дани, которые де черкесы давали ему… в дань тысячу ясырей». Ночью черкесы напали на его лагерь и убили вместе с братом, кубанским сераскером. Данное событие встревожило азовского пашу, отправившего своих посланцев к черкесам. Посланцы подтвердили гибель султанов от рук «Темиргонских Черкесов», узнав, что их тела копыльские татары взялись доставить «для ведома в Крым».
Но в то же время в ноте России, представленной Порте в июле 1750 года, сообщалось, что крымский хан Арслан-Гирей по-прежнему требует возмещения от кабардинцев «за кровь» своего брата Бахты-Гирея, убитого ими «во время крымского набега в Кабарду ещё в 1729 г.»